# 渡辺文蔵
渡辺 文蔵（わたなべ ぶんぞう、「渡邊文藏」とも表記。1907年5月20日 - 2002年11月4日）は日本の実業家。味の素社長を1973年から8年務めた。敬虔なクリスチャンとしても知られ東京女子大学理事長などを務めた。食品産業功労賞。

## 来歴・人物
旧制東京府立第一中学校を経て、旧制東京商科大学（のちの一橋大学）卒業。大学では水泳部に所属しオールジャパンの十傑となる。後年日本水泳連盟の評議員や財務委員長を務めた。
1930年、鈴木商店（のちの味の素）入社。1932年から京城事務所長を務め海外戦略モデルを作り上げた。取締役経理部長等を経て、1973年味の素社長に就任後は、米ゼネラルフーズ社、仏ダノン社との提携、フランス、ブラジルでの工場建設などの海外展開を進めた。1977年食品産業功労賞受賞。
敬虔なクリスチャンとしても知られ、社長就任パーティーの規模を縮小し、費用を福祉施設への寄付にあてたほか、東京女子大学理事長、国際基督教大学名誉理事、日本基督教団田園調布教会名誉長老も務めた。
1981年に社長を退任し名誉会長に就任（後任は歌田勝弘）したのちは、経団連農政問題懇談会委員長を務め農政問題に取り組んだ。ところが同懇談会がまとめた「農業過保護論」に北海道農民連盟が反発し、味の素の不買運動を行ったことを受け、1984年に委員長を辞任。後任の委員長には水上達三（元三井物産社長）が就任した。
1999年、江頭邦雄社長の下、味の素相談役の定年が75歳となり、既に91歳となっていた渡辺も相談役を退任した。
2002年11月4日死去、享年95。

## 略歴
- 1907年 東京生まれ
- 1930年 株式会社鈴木商店（のちの味の素）入社
- 1973年 味の素社長（第6代）
- 1981年 味の素名誉会長、ノースカロライナ州名誉大使
- 1999年 相談役退任
- 2002年 死去